# Woodsfield
Woodsfield est le siège du comté de Monroe, situé dans l'État de l'Ohio, aux États-Unis.